# Pruszcz Gdański
Pruszcz Gdański (německy Praust, kašubsky Pruszcz, Pruszcz Gduńsczi) je město a městská gmina v Polsku v Pomořském vojvodství v okrese Gdaňsk, jehož je sídlem. Leží na řece Radunii (přítok Motławy), 10 km jižně od gdaňského Starého města, 20 km severozápadně od Tczewa, 45 km severovýchodně od Kościerzyny. Nachází se v aglomeraci Trojměstí. Roku 2023 mělo město přibližně 32 tisíc obyvatel.

## Historie

### Starověk
První osada zde se datuje do zhruba 8. století před Kristem, nicméně konkrétní doba vzniku Pruszcze není známa. Již od dob Římské říše byla osada strategicky významná - po staletí tudy procházela Jantarová stezka. Archeologický výzkum zde později odhalil bronzové a jantarové předměty, a dokonce římské a arabské mince. Díky příhodné poloze při Żuławach Wiślanych zde bylo rozvinuté i hospodářství.

### Středověk
Během raného středověku byl Pruszcz obýván slovanskými Pomořany. Během Třináctileté války zde měla základnu polská vojska. Poté Pruszcz náleží pod svrchovanost Koruny polského království.

### Novověk
Po Dělení Polska byl Pruszcz zabrán Pruskem. Roku 1881 zde vzniká cukrovar. Roku 1920 vzniká Svobodné město Gdaňsk a Pruszcz se stává jeho součástí. Po obsazení Německem v září roku 1939 začala terorizace místního polského a židovského obyvatelstva. Ti byli deportováni do koncentračního tábora Stutthof nedaleko Pruszcze. V něm bylo během války zavražděno na 65 tisíc lidí, zejména Poláků a Židů. 24. března 1945 byl Pruszcz dobyt Rudou armádou. Poté se stal součástí Polska a německé obyvatelstvo bylo vysídleno. Roku 1945 se také Pruszcz stává městem.

## Archeologické nálezy
Archeologický výzkum zde odhalil bronzové a jantarové předměty, římské a arabské mince, které se sem dostaly pravděpodobně po Jantarové stezce. V říjnu 2014 byla v Pruszczi nalezena nejstarší dýmka v Polsku, její stáří se odhaduje na dva a půl tisíce let. Je pravděpodobně arabského či fénického původu.

## Partnerská města
- Hofheim am Taunus, Německo
- Šilutė, Litva